# Tan Hong Djien
Tan Hong Djien (né le 12 janvier 1916 et mort à une date inconnue) était un joueur international de football indonésien. Son poste était attaquant.
Son frère, The Mo Heng, était également joueur de football.

## Biographie
Il a participé aux Jeux de l'Extrême-Orient 1934, inscrivant un but contre le Japon. 
Joueur au club indonésien du Tiong Hoa Soerabaja, il est appelé par le sélectionneur néerlandais Johannes Christoffel van Mastenbroek pour jouer avec l'équipe des Indes néerlandaises (aujourd'hui l'Indonésie) la coupe du monde 1938, première du genre pour un pays d'Asie.